# 빅원 (가수)
빅원(BIGONE, 본명: 김대일, 1991년 5월 10일 ~ )은 대한민국의 래퍼 겸 안무가로, 과거 보이그룹 투포케이의 메인 래퍼로 활동했었고, VMC에서 크루원과 소속 아티스트로 활동했었다, 현재 소속사는 언컷포인트의 산하 레이블 더 다이얼 뮤직이다.

## 음반 목록

### 정규
- 2022년 11월 15일 1집 - BIGONEISTHENAME

### EP
- 2019년 5월 5일 - PEACH BLOSSOM
- 2020년 4월 4일 - Flame Blossom
- 2020년 10월 27일 - LOVE+EMOTION+BLOSSOM

### 싱글
- 2017년 10월 20일 - W I N D M I L L
- 2018년 4월 2일 - WAVYWAVYWAVY
- 2019년 12월 27일 - 어젯밤
- 2021년 9월 11일 - 매일밤
- 2021년 10월 23일 - NIGHT*
- 2022년 3월 18일 - 바람이 나를 안을 때
- 2022년 8월 30일 - 비밀번호 486
- 2023년 3월 6일 - 빛 (hope)
- 2023년 4월 15일 - 사랑의 계절

### 프리 싱글
- Big Shootin' (Feat. Buggy)
- 서태웅 (Feat. Don Mills)
- CREAM (Feat. EK Of MBA (Most Badass Asian))
- '2 0 1 8' Freestyle (Prod. crypt)
- ☆(prod. Q.)

### 참여 음반
- 2017년 2월 27일 - MBA (Most Badass Asian) EP : Most Badass Asian
- 2017년 9월 8일 - VMC 컴필레이션 : VISTY BOYZ
- 2018년 7월 5일 - Don Mills 싱글 : Switch Lanes
- 2019년 11월 20일 - MBA (Most Badass Asian) 1 : TRIP
- 2021년 9월 25일 - 도한세 EP : BLAZE